# Fasslia hampsoni
Fasslia hampsoni là một loài bướm đêm thuộc phân họ Arctiinae, họ Erebidae.